# راشل بوتسما
راشل بوتسما (به انگلیسی: Rachel Bootsma) (زادهٔ ۱۵ دسامبر ۱۹۹۳) شناگر اهل ایالات متحده آمریکا است.